# Kasída
Kasída je druh básnické formy, jež pochází z arabské poetiky. Původně v ní převládala témata milostné lyriky (líčila např.: strastiplnou pouť k milované osobě, milenecké dialogy atd...). V dalším vývoji a s rozšířením do Evropy se kasída začala využívat i k zobrazování satirických, náboženských a filosofických témat.
Má vždy jednotné metrum, členění do dvojverších celků o libovolném počtu a s rýmovým schématem: ax ax ax/aa aa aa... někdy i aa bb cc jako u hrdinského kupletu, ovšem ten je typický hlavně pro anglickou literaturu.

## Příklad
```
Co jsme rádi měli – věčné jest,               a
kvítí barvu má i světlo hvězd.                a

Co jsme rádi měli – u všech cest              a
čeká na nás, zůstane vždy, s námi jest.       a

Co jsme rádi měli – nechť náš trest,          a
vždy je sladké, vždy je s námi, věčné jest!   a

```